# Leo de Boer
Leo de Boer (ur. w 1953 roku w Holandii) – holenderski reżyser, scenarzysta, montażysta i operator filmowy oraz realizator dźwięku.

## Filmografia

### montażysta
- 1975: Flanagan
- 1979: Dwie kobiety (Twee vrouwen)
- 1982: Het verleden
- 1984: De weg naar Bresson
- 1991: Hartseerland
- 1991: Variete-artiest voor 't leven
- 1992: 100 % = het hele
- 1992: Een Zwarte toekomst
- 1992: Ik ga naar Tahiti
- 1993: Isingiro Hospital
- 1995: Procedure 769: The Witnesses to an Execution
- 1996: De Ruslui
- 1997: Ja
- 1997: In alle Stilte
- 1998: Ongenade
- 1998: Madelief.Rysy na stole (Madelief: Krassen in het tafelblad)

### reżyser
- 1984: De weg naar Bresson
- 1994: Op het Noorden
- 1996: De Ruslui
- 1998: Engelen des doods
- 1999: Dromen in Oktober
- 2000: The Red Stuff
- 2002: De zaak Vos
- 2005: De rode jaren
- 2008: Bikkel
- 2010: Coraz bliżej Tanji (Dichter bij Tanja)

### scenarzysta
- 1984: De weg naar Bresson
- 1994: Op het Noorden
- 1997: In alle Stilte
- 1998: Engelen des doods
- 1999: Dromen in Oktober
- 2000: The Red Stuff
- 2002: De zaak Vos
- 2005: De rode jaren
- 2008: Bikkel

### operator filmowy
- 1999: Dromen in Oktober
- 2010: Coraz bliżej Tanji (Dichter bij Tanja)

### realizator dźwięku
- 2010: Coraz bliżej Tanji (Dichter bij Tanja)